# 克拉克海崖
69°39′S 159°13′E / 69.650°S 159.217°E
克拉克海崖（英語：Clarke Bluff）是南極洲的海崖，位於奧次地，處於菲尼嶺東端，屬於威爾遜山的一部分，海拔高度840米，美國地質調查局根據測量和該國海軍的空中照片繪入地圖，現時由南極條約體系管理。